# Chickkudalgi, Devadurga
Chickkudalgi là một làng thuộc tehsil Devadurga, huyện Raichur, bang Karnataka, Ấn Độ.